# Cordylidae
Cordylidae је породица ситних до средње крупних гуштера која насељава јужну и источну Африку.  
Фамилија Cordylidae је блиско сродна с фамилијом Gerrhosauridae, која насељава Африку и Мадагаскар. Недавне молекуларне анализе потврђују кладу Cordyloidea коју чине ове две фамилије, и смештају их у још већу кладу Cordylomorpha са фамилијом Xantusiidae. 
Већина врста ове фамилије поседује четири уда, док је род Chamaesaura готово у потпуности без екстремитета, а уместо задњих постоје само ситне бодље. Породица укључује и овипарне и ововивипарне врсте.

## Класификација
Фамилија: Cordylidae
- Род Chamaesaura
- Род Cordylus
- Род Hemicordylus
- Род Karusasaurus
- Род Namazonurus
- Род Ninurta
- Род Ouroborus
- Род Platysaurus
- Род Pseudocordylus
- Род Smaug